# Tetrathionaat

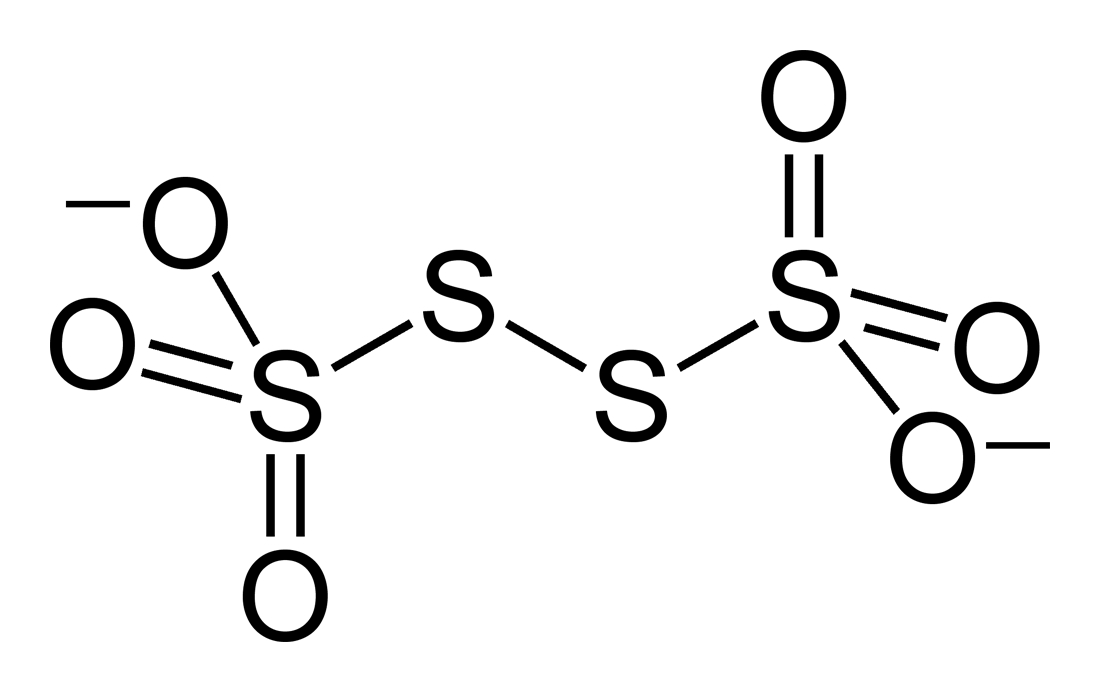
Algemene structuurformule van het tetrathionaat-ion.

Tetrathionaten vormen een klasse van ionaire zwavelverbindingen. Het bezit een tweewaardig negatieve lading. De brutoformule is S4O62−. Thiosulfaten kunnen beschouwd worden als de gereduceerde vorm van tetrathiozwavelzuur.
Het bepalen van de oxidatietoestand van zwavel in tetrathionaat is niet zo eenvoudig: men bekomt in eerste instantie 2,5. Dit is een niet-geheel getal omdat het een gemiddelde waarde is. In feite bezitten niet alle zwavelatomen dezelfde oxidatietoestand: 2 van hen bezitten oxidatietoestand 0, de andere twee oxidatietoestand +V. De reden hiervoor is dat het tetrathionaat-ion eigenlijk kan gezien worden als een adduct van het disulfide (S22−) en zwaveltrioxide (SO3).
Tetrathionaten worden onder andere gevormd bij de in de analytische chemie belangrijke redoxreactie tussen di-jood en een thiosulfaat.  Daarnaast is bijna elke oxidator in staat thiosulfaat te oxideren vanwege de vrij lage standaardelektrodepotentiaal van het redoxkoppel thiosulfaat-tetrathionaat (+0,08 V) :
{\displaystyle \mathrm {2\ S_{2}O_{3}^{2-}+I_{2}\ \longrightarrow 2\ I^{-}+S_{4}O_{6}^{2-}} }